# Liste des vicomtes de Creyssel
La liste des vicomtes de Creyssel présente les personnages qui ont été à la tête d’un ensemble territorial appelé vicomté de Creyssels (Creissels), en Rouergue.

## Vicomté de Creyssels
La vicomté est située dans la vallée du Tarn, dans la région historique du Rouergue.
Les premières mentions du lieu remontent à l'an 801 où un acte mentionne le château de Creyssel. La première mention de la vicomté de Creissels date de 1272,. L'historien Frédéric de Gournay (2004) considère cependant qu'elle pourrait être antérieure et remontée à 1176, où Girbert, hérite de Creissels et des terres situées au sud du Tarn, par le testament de son père, le comte de Rodez, Hugues II.
Longtemps associée à la baronnie de Roquefeuil-Meyrueis, la vicomté comprenait en 1230 les châteaux de Creyssels, Marzials, Roquetaillade, Saint-Rome-de-Cernon, Montclarat, Lapanouse-de-Cernon, Cornus, les Infruts, Peyrelade, Caylus, Pinet, Laugagnac, La Cresse, le Bourg-Clauzelles, Peyreleau, Montméjean et Saint-André-de-Vezines.

## Liste des vicomtes de Creyssel
Plusieurs maisons se sont succédé à la tête de la vicomté.

### Maison de Roquefeuil-Anduze
| Blason | Nom                            | Dates       | Autres titres                | Union               | Notes |
| ------ | ------------------------------ | ----------- | ---------------------------- | ------------------- | --- |
|        | Raymond II de Roquefeuil       | 1180 - 1229 | Baron de Roquefeuil Meyrueis | Dauphine de Turenne | Fils du précédent. N'ayant que des filles, son frère Arnaud Ier lui succède comme chef de famille et baron de Roquefeuil.                            |
|        | Isabelle/Isabeau de Roquefeuil | 1217 - 1271 |                              | Hugues IV de Rodez  | Fille du précédent. Par son mariage en 1230, elle apporte la vicomté de Creyssel et les baronnies de Roquefeuil et de Meyrueis, aux comtes de Rodez. |

### Maison de Rodez
|  | Nom                | Dates       | Autres titres  | Union                   | Notes |
|  | ------------------ | ----------- | -------------- | ----------------------- | --- |
|  | Hugues IV de Rodez | 1212 - 1274 | Comte de Rodez | Isabeau de Roquefeuil   | Il épouse en 1230, l'héritière de la vicomté de Creyssel. |
|  | Henri II de Rodez  | 1236 - 1304 | Comte de Rodez | Mascaronne de Comminges | Fils du précédent. Il se marie trois fois et aura plusieurs filles. Cécile épouse Bernard VI d'Armagnac et hérite du comté de Rodez. Valpurge, cadette, hérite de la vicomté de Creyssel et épouse Gaston de Fézensaguet, frère de Bernard VI. |
|  | Valpurge de Rodez  |             |                | Gaston de Fézensaguet   | Fille du précédent. Par son mariage en 1298, elle apporte la terre de Creyssel à la maison Fézensaguet. |

### Maison de Fézensaguet
| Blason | Nom                       | Dates  | Autres titres                           | Union             | Notes |
| ------ | ------------------------- | ------ | --------------------------------------- | ----------------- | --- |
|        | Gaston de Fézensaguet     | - 1326 | Vicomte de Fézensaguet                  | Valpurge de Rodez | Il épouse en 1298, l'héritière de la vicomté de Creyssel                                                                    |
|        | Géraud II de Fézensaguet  | - 1339 | Vicomte de Fézensaguet                  |                   | Fils du précédent. |
|        | Jean Ier de Fézensaguet   | - 1390 | Vicomte de Fézensaguet                  |                   | Fils du précédent. |
|        | Géraud III de Fézensaguet | - 1401 | Comte de Pardiac Vicomte de Fézensaguet |                   | Frère du précédent. |
|        | Jean II de Fézensaguet    | - 1402 | Comte de Pardiac Vicomte de Fézensaguet |                   | Fils du précédent. Il sera emprisonné par son cousin Bernard VII d'Armagnac qui réunira les terres de Rodez et de Creyssel. |

### Maison d'Armagnac
| Blason | Nom                    | Dates       | Autres titres    | Union                                 | Notes |
| ------ | ---------------------- | ----------- | ---------------- | ------------------------------------- | --- |
|        | Bernard VII d'Armagnac | 1360 - 1418 | Comte d'Armagnac | Bonne de Berry                        | Cousin de Jean II de Fézensaguet, il manœuvre pour réunir les terres de Rodez et de Creyssel. Il est connu pour avoir été Connétable de France. |
|        | Jean IV d'Armagnac     | 1386 - 1450 | Comte d'Armagnac | Blanche de Bretagne Isabelle d'Évreux | Fils du précédent. |
|        | Jean V d'Armagnac      | 1420 - 1473 | Comte d'Armagnac | Jeanne de Foix                        | Fils du précédent. |
|        | Charles Ier d'Armagnac | 1424 - 1497 | Comte d'Armagnac | Catherine de Foix                     | Frère du précédent. Mort sans enfants, son petit neveux Charles IV d'Alençon hérite du titre de vicomte de Creyssel.                            |

### Maison de Valois-Alençon
| Blason | Nom                  | Dates       | Autres titres | Union                  | Notes |
| ------ | -------------------- | ----------- | ------------- | ---------------------- | --- |
|        | Charles IV d'Alençon | 1489 - 1525 | Duc d'Alençon | Marguerite d'Angoulême | Neveux et unique héritier de Charles Ier d'Armagnac, il succède à son oncle au titre de vicomte de Creyssel. Mort sans descendance, c'est sa femme, Marguerite d'Angoulême qui hérite de ses biens. |

### Maison d'Albret
| Blason | Nom               | Dates       | Autres titres    | Union                  | Notes                                                                                              |
| ------ | ----------------- | ----------- | ---------------- | ---------------------- | -------------------------------------------------------------------------------------------------- |
|        | Henri II d'Albret | 1503 - 1555 | Roi de Navarre   | Marguerite d'Angoulême | Il est le second époux de Marguerite d'Angoulême héritière de la vicomté de Creyssel.              |
|        | Jeanne d'Albret   | 1528 - 1572 | Reine de Navarre | Antoine de Bourbon     | Fille du précédent. Elle hérite son père du royaume de Navarre et donc de la vicomté de Creissels. |

### Maison de Bourbon et Royaume de France
| Blason | Nom      | Dates       | Autres titres               | Union                | Notes |
| ------ | -------- | ----------- | --------------------------- | -------------------- | --- |
|        | Henri IV | 1553 - 1610 | Roi de France et de Navarre | Marguerite de Valois | Fils des précédents. Il hérite de sa mère du royaume de Navarre puis de la couronne de France par son père. Lors de son sacre, ses possessions sont réunies au royaume de France. |